# Ании
Аниите (Annii) са плебейска фамиля от gens Annia. Когномен на тази фамилия през Римската република са Asellus, Bellienus, Cimbeii, Luscus и Milo.
Известни от фамилията:
- Луций Аний Сеция, претор 340 пр.н.е., прародител
- Тит Аний, военачалник 218 пр.н.е.
- Тит Аний Луск (посланик), триумвир 169 пр.н.е.
- Тит Аний Луск, консул 153 пр.н.е., конструира Виа Аниа
- Тит Аний Руф, консул 128 пр.н.е.

- Луций Аний (трибун), народен трибун 110 пр.н.е.
- Гай Аний Луск, проконсул в Сирия 82 пр.н.е.
- Тит Аний Мило (Милон; † 48 пр.н.е.), претор 54 пр.н.е., убиец на Публий Клодий Пулхер
- Апий Аний Гал, суфектконсул 67 г.
- Марк Аний Вер, сенатор, прадядо на император Марк Аврелий
- Марк Аний Вер, суфектконсул 97 г., консул 121 г. и 126 г., дядо на император Марк Аврелий
- Марк Аний Вер († 124 г.), претор, баща на император Марк Аврелий
- Марк Аний Вер (Марк Аврелий), римски император
- Марк Аний Вер Цезар, син на римския император Марк Аврелий и императрица Фаустина Млада

- Луций Аний Винициан, 62 г. командир на V Македонски легион в Сирия
- Аний Полион, приятел на Нерон
- Марк Аний Африн, суфектконсул 66 г.
- Апий Аний Гал, суфектконсул 67 г.
- Луций Аний Бас, суфектконсул 70 г.
- Луций Аней Флор (Флор; 70-140), историк
- Публий Аний Флор 2 век, римски поет и риторик
- Апий Аний Требоний Гал, консул 108 г.
- Луций Аний Ларг (консул 109 г.)
- Марк Аний Либон, консул 128 г., чичо на император Марк Аврелий
- Апий Аний Требоний Гал (консул 139 г.), суфектконсул 139 и 140 г.
- Луций Аний Фабиан, суфектконсул 141 г.
- Луций Аний Ларг (консул 147 г.)
- Апий Аний Атилий Брадуа, консул 160 г.
- Марк Аний Либон (консул 161 г.), суфектконсул 161 г.
- Луций Аний Рав, суфектконсул 186 г.
- Луций Аний Фабиан (консул 201 г.)
- Марк Аний Флавий Либон, консул 204 г.
- Луций Аний Максим, консул 207 г.
- Луций Аний Италик Хонорат, управител на провинция Долна Мизия (224?-?225? г.)
- Луций Аний Ариан, консул 243 г.
- Марк Аний Флориан, император Флориан (април 276; + септември 276)
- Гай Аний Анулин, консул 295 г.
- Публий Аний Флор (70-140), римски поет, риторик и историк

Жени:
- Ания Фундания Фаустина (Фаустина Стара), съпруга на римския император Антонин Пий
- Ания Корнифиция Фаустина, сестра на император Марк Аврелий
- Ания Галерия Фаустина (Фаустина Млада), съпруга на римския император Марк Аврелий
- Ания Аврелия Галерия Фаустина, първата дъщеря на император Марк Аврелий и Фаустина Млада
- Ания Луцила, втората дъщеря на Марк Аврелий и Фаустина Младша и по-голяма сестра на император Комод
- Ания Аврелия Фадила, дъщеря на Марк Аврелий и Фаустина Млада
- Ания Корнифиция Фаустина Млада, дъщеря на Фаустина Млада
- Ания Фаустина (дъщеря на Умидия Корнифиция Фаустина), майка на Ания Фаустина
- Ания Фаустина, дъщеря на Умидия, правнучка на Фаустина Млада и трета съпруга на император Елагабал
- Ания Фундания Фаустина, дъщеря на Марк Аний Либон
- Рупилия Ания, сестра на Рупилия Фаустина
- Аспазия Ания Регила, дъщеря на Апий Аний Требоний Гал (консул 139 г.), съпруга на Ирод Атик

- Анния, съпруга на Луций Корнелий Цина (+ 84 пр.н.е.) и на Марк Пупий Пизон Фруги Калпурниан
- Анния, дъщеря на Тит Аний Луск, съпруга на Гай Папий Целз и майка на Тит Аний Мило († 48 пр.н.е.)